# Inicialização do Windows Vista
O processo de inicialização do Windows Vista, Windows Server 2008 e seus sucessores é diferente da parte do processo de inicialização de versões anteriores do Windows.
Neste artigo, a menos que especificado de outra forma, o que é dito sobre o "Windows Vista" também se aplica a todos os sistemas operacionais posteriores ao NT. Para o Windows Vista, o setor de inicialização carrega o Windows Boot Manager (em português, Gerenciador de Inicialização do Windows, um arquivo chamado BOOTMGR na partição do sistema ou de inicialização), acessa o armazenamento de dados de configuração de inicialização (Boot Configuration Data - BCD) e usa as informações para carregar o sistema operacional. Em seguida, o BCD chama o carregador de inicialização e, por sua vez, inicia o núcleo do Windows.

## História
O Windows Vista apresenta uma revisão completa da arquitetura do carregador do sistema operacional Windows. A primeira referência conhecida a essa arquitetura revisada está incluída nos slides de PowerPoint distribuídos pela Microsoft durante a conferência de engenharia de hardware do Windows de 2004, quando o sistema operacional recebeu o codinome de "Longhorn". Esta documentação menciona que o carregador do sistema operacional Windows passaria por uma reestruturação significativa para suportar a EFI e "fazer uma grande revisão do código legado". A nova arquitetura de inicialização substitui completamente a arquitetura NTLDR usada nas versões anteriores do Windows NT.

## Dados de configuração de inicialização

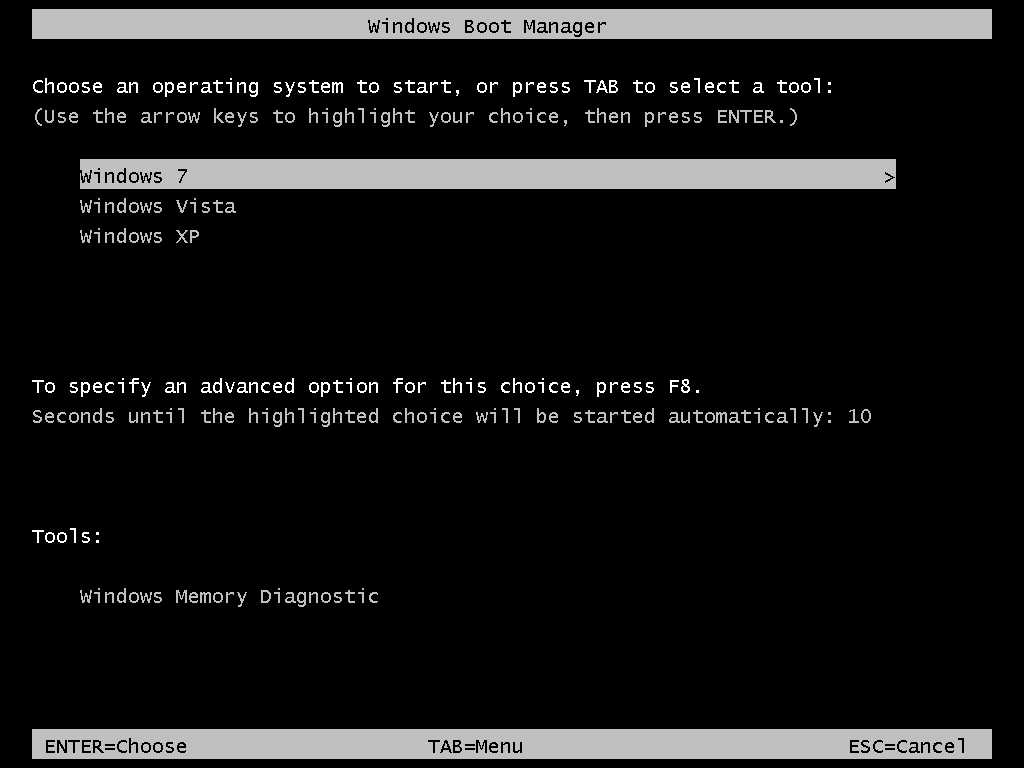
O Windows Boot Manager (BOOTMGR) com o Windows 7 destacado e opções para carregar o Windows Vista através do BOOTMGR e XP através do NTLDR.

O Boot Configuration Data (BCD), em português "dados de configuração de inicialização", é um banco de dados independente de firmware para dados de configuração de tempo de inicialização. Ele é usado pelo novo Windows Boot Manager da Microsoft e substitui o boot.ini usado pelo NTLDR.
Os dados de configuração de inicialização são armazenados em um arquivo de dados que tem o mesmo formato das seções do Registro do Windows e, eventualmente, são montados na chave de registro [HKEY_LOCAL_MACHINE\BCD00000] (com permissões restritas). Para inicialização da UEFI, o arquivo é localizado em /EFI/Microsoft/Boot/BCD na partição do sistema EFI. Para a inicialização tradicional da BIOS, o arquivo está em /boot/BCD na partição ativa.
Os dados de configuração de inicialização podem ser alterados usando uma ferramenta de linha de comando (bcdedit.exe), usando o Editor do Registro (regedit.exe), o Windows Management Instrumentation ou ferramentas de terceiros, como EasyBCD, BOOTICE ou Visual BCD Editor.
Os dados de configuração de inicialização contêm as entradas de menu apresentadas pelo Windows Boot Manager, assim como o boot.ini continha as entradas de menu apresentadas pelo NTLDR. Essas entradas de menu podem incluir:
- Opções para inicializar o Windows Vista e posteriormente por meio da invocação do winload.exe.
- Opções para retomar o Windows Vista e posteriormente da hibernação, por meio da invocação do winresume.exe.
- Opções para inicializar uma versão anterior da família Windows NT por meio da invocação de seu NTLDR.
- Opções para carregar e executar um registro de inicialização de volume.

O Boot Configuration Data permite a integração de terceiros, para que qualquer pessoa possa implementar ferramentas como diagnósticos ou opções de recuperação.

## Carregadores de inicialização

### winload.exe
O Windows Boot Manager invoca o winload.exe - o carregador de inicialização do sistema operacional - para carregar o executor do núcleo do sistema operacional (ntoskrnl.exe) e os principais controladores de dispositivo. Nesse aspecto, o winload.exe é funcionalmente equivalente à função de carregador do sistema operacional do NTLDR em versões anteriores do Windows NT. Nos sistemas UEFI, o arquivo é chamado de winload.efi e o arquivo está sempre localizado em \windows\system32\boot.

### winresume.exe
Se o computador tiver hibernado recentemente, o bootmgr invocará o winresume.exe. A única diferença é o modo de inicialização alternativo e a tela inicial exibindo "Retomar o Windows". Nos sistemas UEFI, o arquivo é chamado de winresume.efi e está sempre localizado em \windows\system32\boot.

## Opções avançadas de inicialização
Com o advento do novo gerenciador de inicialização no Windows Vista, muitos componentes foram alterados. Um deles é o menu de Opções Avançadas de Inicialização (Advanced Boot Options) que fornece opções para modos de inicialização avançados (por exemplo, modo de segurança). Devido à implementação do Boot híbrido no Windows 8 e superiores, o acesso ao menu Opções Avançadas de Inicialização foi desativado por padrão. No entanto, o acesso ainda é possível com uma modificação do BCD. Estes são os possíveis modos de inicialização:
- Reparar o Seu Computador - Carrega o Ambiente de Recuperação do Windows (WinRE ou Windows RE)
- Modo de Segurança - Carrega o Modo de Segurança, um modo de inicialização com o mínimo de drivers e recursos destinados à remoção de malware ou à substituição de drivers com falhas.
- 'Modo de Segurança com Rede - Carrega o Modo de Segurança junto com os drivers de rede.
- Modo de Segurança com Prompt de Comando - Carrega o Modo de Segurança com o Prompt de Comando como o shell em vez do Windows Explorer. O Windows Explorer ainda pode ser carregado digitando-se explorer no prompt de comando.
- Habilitar Log de Inicialização - Habilita a gravação de ntbtlog.txt, um arquivo que registrará o processo de inicialização, listando drivers que foram carregados e drivers que não foram.
- Habilitar Vídeo de Baixa Resolução - Desativa o driver gráfico padrão e usa o driver VGA padrão. Destinado a casos em que o usuário alterou a resolução para um nível inutilizável (ou seja, 320×200)
- Última Configuração Válida - Carrega a configuração com base no último processo de inicialização bem-sucedido. Destinado a corrupções do Registro. Este modo é removido no Windows 8 e posteriores.
- Modo de Restauração dos Serviços de Diretório - Modo de inicialização usado para reinicializar o Controlador de Domínio caso ele não esteja funcionando como deveria.
- Modo de Depuração - Inicializa durante o carregamento do depurador do núcleo.
- Desabilitar a reinicialização automática durante falha do sistema - Desativa a função de reinicialização automática após uma tela azul da morte.
- Desabilitar o driver anti-malware de inicialização antecipada - Permite que drivers infectados por malware sejam carregados.
- Desabilitar Imposição de Assinatura do Driver - Desativa a configuração do núcleo que proíbe o carregamento de drivers não assinados.
- Iniciar o Windows Normalmente

O menu de Opções Avançadas de Inicialização pode ser acessado pressionando-se rapidamente, ou mantendo pressionada, a tecla F8 antes de o Windows inicializar.

## Leitura complementar
- - de Boyne Pollard, Jonathan. «The Windows NT 6 boot process». Frequently Given Answers